# Хејден (Колорадо)
Хејден (енгл. Hayden) град је у америчкој савезној држави Колорадо.

## Демографија
По попису из 2010. године број становника је 1.810, што је 176 (10,8%) становника више него 2000. године.
| Група             | 2000.         | 2010.         |
| Белци             | 1.511 (92,5%) | 1.596 (88,2%) |
| Афроамериканци    | 2 (0,1%)      | 6 (0,3%)      |
| Азијати           | 2 (0,1%)      | 11 (0,6%)     |
| Хиспаноамериканци | 93 (5,7%)     | 161 (8,9%)    |
| Укупно            | 1.634         | 1.810         |